# Guy Nzouba-Ndama
Guy Nzouba-Ndama (ur. 17 lipca 1946 w Koulamoutou) – gaboński polityk, członek Gabońskiej Partii Demokratycznej (PDG), przewodniczący Zgromadzenia Narodowego od stycznia 1997.

## Życiorys
Guy Nzouba-Ndama urodził się w Koulamoutou w 1946 roku. W 1983 objął stanowisko ministra stanu ds. handlu i przemysłu. W 1987 został ministrem edukacji narodowej. Od lutego do listopada 1990 był doradcą prezydenta Omara Bongo. W 1990 został wybrany w skład Zgromadzenia Narodowego.
27 stycznia 1997 Nzouba-Ndama objął funkcję przewodniczącego Zgromadzenia Narodowego.